# إيما نيومان
إيما نيومان (بالإنجليزية: Emma Newman) هي كاتِبة بريطانية، ولدت في 2 أغسطس 1976 في كورنوال في المملكة المتحدة.